# Jemilah Mahmood

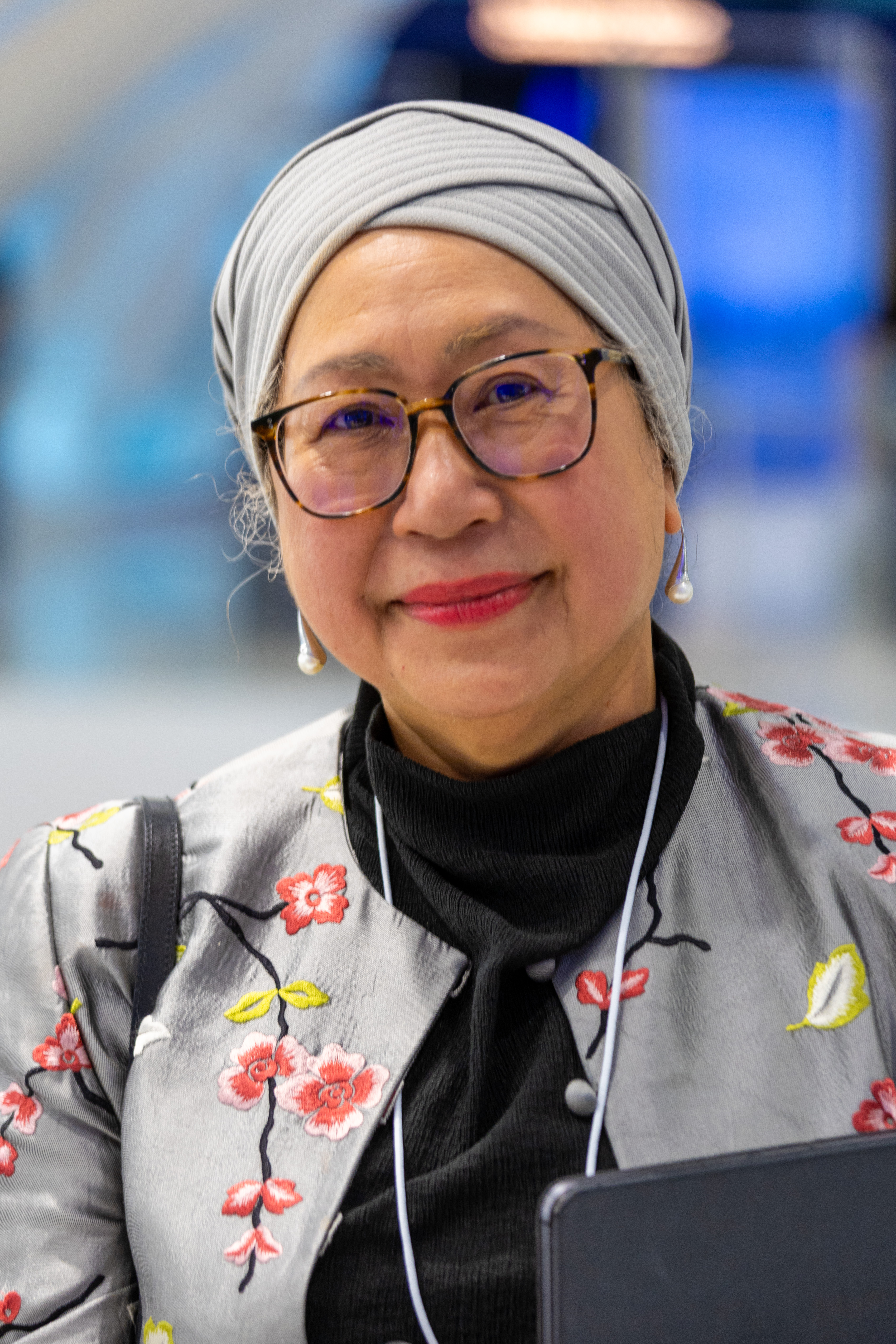
Jemilah Mahmood im November 2024

Tan Sri Jemilah binti Mahmood (* 1959 in Seremban) ist eine malaysische Ärztin und Menschenrechtsaktivistin. Anlässlich des Kosovokriegs gründete sie 1999 die mittlerweile international tätige Humanitäre Hilfsorganisationen MERCY Malaysia, der sie bis 2009 als Präsidentin vorstand. Im Lauf ihrer humanitären Arbeit war sie zeitweilig Vorsitzende der humanitären Abteilung des Bevölkerungsfonds der Vereinten Nationen, war maßgeblich an der Organisation des World Humanitarian Summit beteiligt und diente der Internationalen Föderation der Rotkreuz- und Rothalbmond-Gesellschaften als Generalsekretärin. Seit August 2021 ist sie geschäftsführende Direktorin des Sunway Centre for Planetary Health, seit September 2021 Prokanzlerin des malaysischen Campus der Heriot-Watt University.
Sie ist die erste Malaysierin, die den hoch dotierten, asiatischen Friedenspreis East Asia Women Peace Award sowie den Asean Prize erhielt.

## Leben

### Ausbildung und Karriere
Jemilahs Vater Mahmood war ein malaysischer Muslim, seine Frau hatte chinesische Wurzeln. Insgesamt hat Jemilah 13 Geschwister und Halbgeschwister, die teils dem Islam, teils dem Christentum und teils dem Buddhismus anhängen. Ihrer eigenen Aussage zufolge half ihr dieses Umfeld, Toleranz für die Verschiedenartigkeit der Menschen zu entwickeln und mehr Wert auf Respekt und Liebe zu legen als auf Hautfarben, Religionen und Glaubensrichtungen. Als sie neun Jahre alt war, starb ihr Vater und als Halbwüchsige half sie auf Betreiben ihrer Mutter ihren väterlichen Verwandten dabei, Schulbücher und Bedarfsgegenstände aus Singapur zu besorgen. „Ich wuchs in einer Familie auf, die es gewohnt war, anderen zu helfen. In unserem Haus lebten wir mit anderen Familien zusammen. Meine Eltern zögerten nie, Menschen zu unterstützen – sie waren sehr großzügig und freundlich.“
Zunächst besuchte Jemilah die Assunta Girls School in Petaling Jaya, wo sie eigenen Angaben zufolge dank der Nonne Schwester Enda Ryan ihre Begeisterung für gemeinnützige Arbeit entdeckte. Sie studierte an der Nationalen Universität Malaysia (UKM) und erlangte 1986 den Grad Doktor der Medizin. Anschließend absolvierte sie ein Masterstudium der Geburtshilfe und Gynäkologie, das sie 1991 abschloss. Zunächst arbeitete sie am Kuala Lumpur Hospital sowie als Dozentin für Geburtshilfe und Gynäkologie an der UKM. Im Laufe ihrer Karriere wurde sie Mitglied des Royal College of Obstetricians and Gynaecologists sowie Research Fellow der Universität Tokio. Zudem war sie Schatzmeisterin des malaysischen Zweigs der FIGO. Bis 1999 praktizierte sie privat am Ampang Puteri Hospital.

### Humanitäre Arbeit
Als der Kosovokrieg ausbrach, kontaktierte Jemilah Mahmood mehrere Hilfsorganisationen, um den Zivilisten im Kriegsgebiet zu helfen. Da sie keine Antwort erhielt, organisierte Jemilah im Jahr 1999 nach dem Vorbild von Ärzte ohne Grenzen eine eigene Gruppe Freiwilliger. Angesichts der weltpolitischen Lage wollte sie eine Organisation schaffen, die an Orten Hilfe leisten konnte, wo westlichen Organisationen der Zutritt erschwert oder verweigert wurde. Ursprünglich als eigene Projekt vorgesehen, erhielt sie so viele Spenden aus der Bevölkerung und Hilfe von anderen Ärzten, dass sie die Medical Relief Society Malaysia, kurz MERCY Malaysia genannt, gründete, die heutzutage international tätig ist. Sie selbst sagte dazu:

„Ein wichtiger Punkt darin, eine humanitäre Vorkämpferin zu sein, war Malaysier zu überzeugen, dass Gebäude und Autobahnen zu bauen nicht der entscheidende Schritt sind, eine Industrienation zu werden. Es geht darum, Menschen zu helfen. Es geht darum, allen mit Mitgefühl zu begegnen. Wenn wir diese Rolle weltweit spielen wollen, warum sollten wir uns darauf beschränken, Asiaten oder Malaysier zu sein?“

Zunächst war Jemilah mit ihren Freiwilligen im Kosovo tätig. Im Gegensatz zu anderen Hilfsorganisationen passte sie ihre Arbeit der jeweiligen Kultur an, womit sie die Würde der Empfänger ihrer Hilfe wahrte. Während des Bürgerkriegs in Afghanistan konnte sie auf diese Weise einen zunächst widerwilligen Stammesführer der Taliban überzeugen, sie die Frauen medizinisch versorgen zu lassen. In Krisengebieten bewegte sie sich mitunter an vorderster Front, verlor Kollegen und wurde selbst verletzt. So wurde sie im Irak im April 2003 aufgrund einer Verwechslung an der Hüfte angeschossen.
Jemilah Mahmoods Tätigkeiten fokussierten dabei stets auf langfristige Verbesserung der medizinischen Versorgung sowie Schulung von Fachkräften vor Ort. 2004 gründete sie in Darfur im Sudan ein Geburts- und Gesundheitszentrum für Frauen. Nach dem Tsunami im Dezember desselben Jahres sowie dem Erdbeben im Folgejahr in Banda Aceh koordinierte Jemilah die medizinische Versorgung der Zivilbevölkerung, renovierte das Gunung Sitoli Hospital und half dabei, zwei Gesundheitszentren wieder aufzubauen. Auch errichtete sie mit Hilfe ihrer Organisation eine Schule, die Krankenpfleger ausbildete. Als der Zyklon Nargis 2008 Myanmar verwüstete, baute MERCY Malaysia unter Jemilahs Führung 13 Gesundheitszentren wieder auf. Zudem erweiterte Jemilah das Programm der Organisation um Katastrophenprävention und -vorbereitung, womit MERCY Malaysia 2002 als eine der ersten Hilfsorganisationen das Total Disaster Risk Management einführte. Ausgestattet mit diesen Kenntnissen wurde Jemilah zur Mitbegründerin des Asian Disaster Reduction and Response Network (ADRRN), das lokale Nichtregierungsorganisationen unterstützt.
Im Jahr 2009 gab Jemilah den Vorsitz der MERCY Malaysia ab und schrieb sich für das Program of Executive Development des International Institute for Management Development (IMD) in Lausanne in der Schweiz ein. Ihre Motivation dafür war eigenen Angaben zufolge, ihre Führungsqualitäten zu stärken und mehr über Globalisierung zu lernen. Seitdem war sie zunehmend bei internationalen Organisationen außerhalb Malaysias tätig. Von 2009 bis 2011 war sie Vorsitzende der humanitären Abteilung des Bevölkerungsfonds der Vereinten Nationen und organisierte 2014 – 2015 als Vorsitzende des verantwortlichen Sekretariats den UN World Humanitarian Summit.
Nach vierjähriger Tätigkeit als Generalsekretärin der Internationalen Föderation der Rotkreuz- und Rothalbmond-Gesellschaften erhielt sie im März 2020 den Posten einer Beraterin des Premierministers Muhyiddin Yassin für öffentliche Gesundheit, den sie bis August 2021 innehatte. Seit 2020 macht sich Jemilah Mahmood für den Umweltschutz stark, der in ihren Augen eng mit menschlicher Gesundheit und der COVID-19-Pandemie verknüpft ist. Zu diesem Thema schreibt sie seit August 2021 eine monatliche Kolumne in der malaysischen Tageszeitung The Star. Am 1. September 2021 trat sie für fünf Jahre das Amt der Prokanzlerin des malaysischen Campus der Heriot-Watt University an.

### Privatleben
Jemilah Mahmood ist mit dem Arzt Ashar Abdullah verheiratet, den sie als den „Wind unter ihren Flügeln“ bezeichnet. Das Paar hat zwei Söhne.

## Ämter (Auswahl)
- 1999–2009: Vorsitzende von MERCY Malaysia
- 2004–2009: Vorstandsvorsitzende des Asian Disaster Reduction & Response Network (ADRRN)[6]
- 2006: Mitglied der Advisory Group des Central Emergency Response Fund der Generalversammlung der Vereinten Nationen
- 2009–2011: Vorsitzende der humanitären Abteilung des Bevölkerungsfonds der Vereinten Nationen
- 2014–2015: Vorsitzende des Sekretariats zur Organisation des UN World Humanitarian Summit
- 2016–2020: Generalsekretärin der Internationalen Föderation der Rotkreuz- und Rothalbmond-Gesellschaften
- 2020–August 2021: Beraterin des Premierministers Muhyiddin Yassin für öffentliche Gesundheit
- seit August 2021: geschäftsführende Direktorin des Sunway Centre for Planetary Health
- seit September 2021: Prokanzlerin des malaysischen Campus der Heriot-Watt University
- seit März 2022: Verwaltungsrat des Pharmaunternehmen Roche[11]

Im Laufe ihres Lebens arbeitete die Ärztin in mehreren Gremien von Hilfsorganisationen, darunter Teach for Malaysia, Save the Children und Humanitarian Accountability Partnership International. Des Weiteren war sie stellvertretende Vorsitzende des International Council of Voluntary Agencies (ICVA) und ist aktives Mitglied des United Nations Disaster Assessment & Coordination Team (UNDAC). Im März 2012 wurde sie eingeladen, dem Rat des Overseas Development Institute in Großbritannien beizutreten.

## Würdigungen (Auswahl)

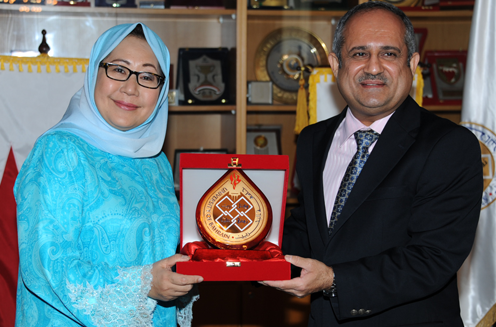
Jemilah Mahmood erhält den Isa Award, 2013

- 2002: Dato Paduka Mahkota Perak (D.P.M.P) von Sultan Azlan Shah von Perak
- 2003: First East Asia Women’s Peace Award – Kategorie Humanitäre Dienste
- 2005: Her World Women Award
- 2006: Gandhi King Ikeda Award des Morehouse College
- 2009: Panglima Setia Mahkota (PSM), verliehen durch Wahlkönig Mizan Zainal Abidin
- 2013: Isa Award für Dienste an der Menschheit, verliehen durch König Hamad bin Isa Al Chalifa von Bahrain
- 2015: Merdeka Award im Bereich Bildung und Gemeinschaft
- 2019: Asean Prize

Jemilah Mahmood besitzt die Ehrendoktorwürde der Internationalen Islamischen Universität Malaysia und der Nationalen Universität Malaysia.